# Owczarek (taniec ludowy)
Owczarek – polski trójmiarowy taniec ludowy (oraz pieśń taneczna) o rytmie typu mazurkowego, rozpowszechniony w Polsce centralnej. Cechą tańca jest szybkie tempo, wirowy ruch tańczących par, zazwyczaj 13 - zgłoskowy (8 + 5) podkład wersyfikacyjny oraz liczne powtórzenia części tekstu i melodii (pieśń taneczna zaczyna się często od słów "Nie wyganiaj owczaryszku...")

## Problem z nazewnictwem
W niektórych regionach tańce identyczne z owczarkiem znane są pod odrębnymi nazwami - w Wielkopolsce taniec ten występował jako okrągły czy okrąglak (właśnie od wirowego ruchu tańczących), na Kujawach zaś jako kujawiak, czyli pod nazwą, która stała się z czasem najbardziej powszechnym w Polsce określeniem dla wszystkich tańców na modłę owczarka (okrągłym natomiast nazywano na Kujawach cały cykl kolejno tańczonych tańców trójmiarowych składający się z tańców o coraz to szybszym tempie - od chodzonego przez kujawiaki do obertasa). Poza Polską centralną występują z kolei tańce o nazwach identycznych czy pokrewnych wobec nazwy owczarek (na Kaszubach - szeper czyli owczarz, w Beskidzie Śląskim owczor) ale różnią się one pod względem charakteru od owczarka Polski centralnej.